# Cillas (Huesca)
Cillas (en aragonés Ciellas) es un despoblado español, de la provincia de Huesca perteneciente al municipio de Yebra de Basa, en la comarca del Alto Gállego. Se enclava en la comarca natural de Sobrepuerto.

## Ermitas
- San Bartolomé, románica, siglo XII. Está en ruinas.[1]
- San Vicente, gótica, siglo XVI. Construida en sillarejo, conserva la bóveda apuntada. Está en ruinas.[2]